# Thamnobryum fernandesii
Espèce
Synonymes
- Crassiphyllum fernandesii Thamnobryum fernandesii Sergio (préféré par NCBI)[2]
- Thamnobryum fernandesii[2]

Statut de conservation UICN

 VU  : Vulnérable
Thamnobryum fernandesii est une espèce de plantes de la famille des Neckeraceae.

## Publication originale
- Boletim da Sociedade Broteriana, sér. 2, 53: 1125. f. 1–8. 1981.